# Eva Brandsma
Eva Brandsma, född Eva Ohlsson den 14 mars 1962, uppvuxen i Malmö och numera bosatt på Värmdö utanför Stockholm, är en svensk författare, journalist och lärare.

## Biografi
Eva Brandsma började sin utbildning på Lunds universitet i litteraturvetenskap, informationsvetenskap och nusvenska mellan 1982 och 1984, och 1983 studerade hon även skrivarlinjen på Lunnevads folkhögskola. Senare utbildade hon sig till journalist på Skurups folkhögskola 1987–1988. Efter utbildningen har hon arbetat som tv- och radioreporter på bland annat TV4 och Sveriges Radio.
Efter att mött sin framtida make i Vancouver i Kanada, gifte hon sig utanför Töreboda. Mellan 1993 och 1999 var Brandsma med familj bosatt och verksam i Haag, Paris och Connecticut där hon arbetade som frilansjournalist. 1999 flyttade familjen till Värmdö utanför Stockholm där hennes karriär som barnboksförfattare startade. Tillsammans med Agneta Nordin startade de skrivbolaget Mediahäxorna, och första boken Lotta-Lotta och Eken - en miljöbok för barn kom ut 2000, som tätt följdes av Byn vid Havet (2001) och Tio Grissvansar och en Drake (2001). Uppföljaren till debuten, Lotta-Lotta och det stora Matkalaset utkom 2006. Gemensamt tema för böckerna är hållbarhet, miljö och historia.  Mellan 2003 och 2004 var hon även gymnasie- och högstadielärare i svenska och engelska.
Nästa projekt blev 2005 med starten av tidskriften LOOP, som bytte namn till Chefstidningen år 2009. Som chefredaktör skrev hon om allt rörande ledarskap, HR, kommunikation, organisation, arbetsmiljö och avtal på arbetsmarknaden. 2014 blev Chefstidningen nominerade till det svenska Publishingpriset i kategorin medlemstidningar yrke och bransch . Brandsma slutade som chefredaktör 2014, men tidningen lever kvar och nominerades återigen för Publishingpriset 2017.
Eva Brandsma är gift med energimyndighetens generaldirektör Erik Brandsma. 